# Запис Комненовића липа (Поповњак)
Запис Комненовића липа (Поповњак) се налази на парцели чији је власник Комненовић Мирко.

## Локација
| Општина             | Деспотовац                                                                  |
| Катастарска општина | Поповњак                                                                    |
| Потес               | Село                                                                        |
| Координате          | 44° 03′ 51″ С; 21° 30′ 36″ И / 44.064100000000003° С; 21.510000000000002° И |
| Надморска висина    | 390m                                                                        |

## Карактеристике
Дендрометријске вредности утврђене на терену и сателитским снимцима:
| Стабло                     | Липа |
| Висина стабла              | m    |
| Обим дебла                 | m    |
| Пречник крошње             | 4m   |
| Пречник дебла              | m    |
| Висина дебла до прве гране | m    |

## База записа
Запис је у оквиру Викимедија пројекта "Запис - Свето дрво" заведен под редним бројем 0433.